# La Première Légion (film, 1951)
Pour plus de détails, voir Fiche technique et Distribution.
La Première Légion (The First Legion) est un film américain réalisé par Douglas Sirk, sorti en 1951.

## Fiche technique
- Titre : La Première Légion
- Titre original : The First Legion
- Réalisation : Douglas Sirk
- Producteur : Douglas Sirk
- Producteur associé : Rudolf S. Joseph
- Société de Production : SEDIF Productions
- Société de distribution : S.R.O. (France) et United Artists (Etats-Unis)
- Scénario : Emmet Lavery, d'après sa propre pièce
- Musique : Hans Sommer
- Photographie : Robert De Grasse
- Montage : Francis D. Lyon
- Direction artistique : Winston Jones et Clem Widrig
- Costumes : Richard Staub
- Pays de production : États-Unis
- Langue : Anglais
- Format : Noir et blanc - 35 mm - 1,37:1 - Son : Mono
- Genre : Drame
- Durée : 86 minutes
- Dates de sortie : 
  - États-Unis : 27 avril 1951 New York
  - France : 4 mai 1951
- Affiche : Paul Colin (France)

## Distribution
- Charles Boyer : Père Marc Arnoux
- William Demarest : Monseigneur Michael Carey
- Lyle Bettger : Dr. Peter Morrell
- Walter Hampden : Père Edward Quarterman
- Barbara Rush : Terry Gilmartin
- Wesley Addy : Père John Fulton
- H. B. Warner : Père Jose Sierra
- Leo G. Carroll : Père Rector Paul Duquesne
- Taylor Holmes : Père Keene
- George Zucco : Père Robert Stuart
- John McGuire : Père Tom Rawleigh
- Clifford Brooke : Frère Clifford
- Dorothy Adams : Mme Dunn
- Molly Lamont : Mme Nora Gilmartin
- Queenie Smith : Henrietta
- Jacqueline deWit : Miss Hamilton
- Bill Edwards : Joe